# Austrosomatidia pulleni
Austrosomatidia pulleni är en skalbaggsart som beskrevs av Mckeown 1945. Austrosomatidia pulleni ingår i släktet Austrosomatidia och familjen långhorningar. Inga underarter finns listade.